# ليو غودوين جونيور
ليو غودوين جونيور (بالإنجليزية: Leo Goodwin, Jr.)‏ هو شخصية أعمال أمريكي، ولد في 1915، وتوفي في 15 يناير 1978.